# كوين نوكوي
كوين نوكوي (بالإنجليزية: Queen Nwokoye)‏ (مواليد 11 أغسطس 1982) هي مُمثلة نيجيرية.

## روابط خارجية
كوين نوكوي على موقع IMDb (الإنجليزية)
- كوين نوكوي على موقع كينوبويسك (الروسية)